# Plectris setosella
Plectris setosella är en skalbaggsart som beskrevs av Moser 1919. Plectris setosella ingår i släktet Plectris och familjen Melolonthidae. Inga underarter finns listade i Catalogue of Life.